# Іспанська Вест-Індія
Іспанська Вест-Індія або Іспанські Антильські острови (також відомі як «Західні Антильські острови» або просто "Іспанські Антильські острови " іспанською мовою) були іспанськими колоніями в Карибському морі. З точки зору управління Іспанською імперією, Індії були позначенням для всіх її заморських територій і контролювалися Радою Індій, заснованою в 1524 році з базою в Іспанії. Коли Корона заснувала віце-королівство Нова Іспанія в 1535 році, острови Карибського моря потрапили під її юрисдикцію.
Острови, які перебували під владою Іспанії, були в основному Великими Антильськими островами, такими як Еспаньйола (включаючи сучасні Гаїті та Домініканську Республіку), Куба, Ямайка та Пуерто-Рико. Більшість корінного населення цих островів вимерло або змішалося з європейськими колонізаторами до 1520 року Іспанія також претендувала на Малі Антильські острови (такі як Гвадалупе та Кайманові острови), але ці менші острови залишалися в основному незалежними, доки їх не завоювали інші європейські країни наприкінці 17-го та на початку 18-го століття.
Острови, які стали іспанською Вест-Індією, були центром подорожей іспанської експедиції Христофора Колумба до Америки. Значною мірою завдяки знайомству, яке іспанці здобули під час подорожей Колумба, острови також були першими землями, які були постійно колонізовані іспанцями в Америці. Іспанська Вест-Індія також була найстійкішою частиною іспанської Американської імперії, яка була здана лише в 1898 році в кінці іспано-американської війни. Понад три століття Іспанія контролювала мережу портів у Карибському басейні, включаючи Гавану (Куба), Сан-Хуан (Пуерто-Рико), Картахена-де-Індіас, Веракрус (Мексика) і Портобело, Панама, які були з'єднані галеонними шляхами.
Деякі менші острови були захоплені або передані іншим європейським державам в результаті війни або дипломатичних угод протягом 17-го і 18-го століть. Інші, такі як Домініканська Республіка, отримали незалежність у 19 столітті.

## Зміна суверенітету чи незалежності
- Острови Бей були передані Англії в 1643 році, а потім Гондурасу в 1861 році.
- Колонія Сантьяго — Ямайка була захоплена Англією в 1655 році, підтверджена Мадридським договором (1670).
- За Мадридським договором (1670) Кайманові острови були передані Англії.
- Гаїті (західна частина Еспаньйоли) була передана Франції згідно з Рисвікським договором 1697 року (Сен-Домінг).
- Тринідад був захоплений Великобританією під час вторгнення в Тринідад, підтвердженого Ам'єнським договором 1802 року.
- Генерал-капітанство Санто-Домінго (східна Еспаньйола) було передано Франції під час війни Першої коаліції. Пізніше вона була повернена до Іспанії та отримала незалежність від Іспанії як Іспанська Гаїті в 1821 році, потім від Гаїті як Домініканська Республіка, і знову від Іспанії в кінці Домініканської війни за відновлення в 1865 році, коли була проголошена друга Домініканська Республіка.[3]
- Генерал-капітанство Куби було втрачено Сполученими Штатами в 1898 році після іспано-американської війни, завершеної Паризьким договором 1898 року.
- Генерал-капітанство Пуерто-Рико було втрачено Сполученими Штатами в 1898 році після іспано-американської війни, завершеної Паризьким договором 1898 року.

## Іспанські Кариби
Сьогодні термін «Іспанські Кариби» або «Іспаномовні Кариби» стосується іспаномовних територій у Карибському морі, головним чином Куби, Домініканської Республіки та Пуерто-Рико. Ще ширше визначення може включати Карибське узбережжя Мексики, Центральної Америки (Гватемала, Гондурас, Нікарагуа, Коста-Ріка та Панама) та Південної Америки (Колумбія та Венесуела), однак, крім Панами, Венесуели та частини Колумбії, більшість з цих країн культурно мало спільного з іспаномовними островами Карибського моря. Він включає регіони, де іспанська є основною мовою, і де спадщина іспанського поселення та колонізації впливає на культуру через релігію, мову, кухню тощо. Різновиди іспанської мови, які переважають у цьому регіоні, відомі під загальною назвою Карибська іспанська.
Іспанські Кариби (Куба, Домініканська Республіка та Пуерто-Рико) можна вважати окремим субрегіоном Латинської Америки, культурно відмінним як від континентальних іспаномовних країн, так і від неіспаномовних Карибських країн. Окрім культури, іспанські Кариби відрізняються також расово. У порівнянні з переважно чорним населенням неіспаномовних країн Карибського басейну, але зі схожістю з мультирасовими континентальними регіонами Латинської Америки, люди змішаної раси є найбільш домінуючими в цьому регіоні. Проте в іспанських Карибських островах більшість змішаного расового населення складають мулати /трираси, які мають змішане біле іспанське, чорношкіре західноафриканське походження та корінне населення тайно, які також складають більшість загального населення загалом, особливо в Домініканській Республіці, на відміну від метисів у багатьох континентальних іспаномовних країнах. Крім того, як і в більшості країн Карибського басейну, тут все ще живуть значні популяції незмішаних чорношкірих людей і велика кількість незаперечно африканських культурних впливів. Іспанські Кариби також мають більший вплив Канарських островів порівняно з континентальною Латинською Америкою, що робить їх основною європейською групою предків. Французьке походження є значним завдяки білим французам, які втекли з Гаїті після здобуття незалежності до навколишніх іспаномовних Карибських островів. Близько 18 % прізвищ в іспанських країнах Карибського басейну мають французьке походження, друге місце після іспанського. Ця суміш європейської (особливо канарської), західноафриканської та тайно сильно відображена в культурі.
Термін використовується на противагу англомовним карибським, французьким карибським та голландським карибським, які є іншими сучасними мовними підрозділами Карибського регіону. Іспаномовні країни Карибського басейну є частиною ширшої Латиноамериканської Америки, яка включає всі іспаномовні країни Америки. Історично склалося так, що прибережні райони іспанської Флориди та Карибської Південної Америки (пор. Іспанська головна частина) були тісно пов'язані з іспанськими Карибськими островами. У період іспанського поселення та колонізації Нового Світу іспанська Вест-Індія називала поселення на островах Карибського моря під політичним управлінням Іспанії, як у фразі «седула 1765 року дозволила сім морських портів, крім порт Сан-Хуан для торгівлі з іспанськими країнами Карибського басейну». До початку 19 століття ці території входили до складу віце-королівства Нова Іспанія.
У сучасному розумінні Карибські острови Колумбії також можуть бути включені до іспаномовних Карибських островів, оскільки вони розташовані в Карибському морі, але не на Антильських островах.

## Острови

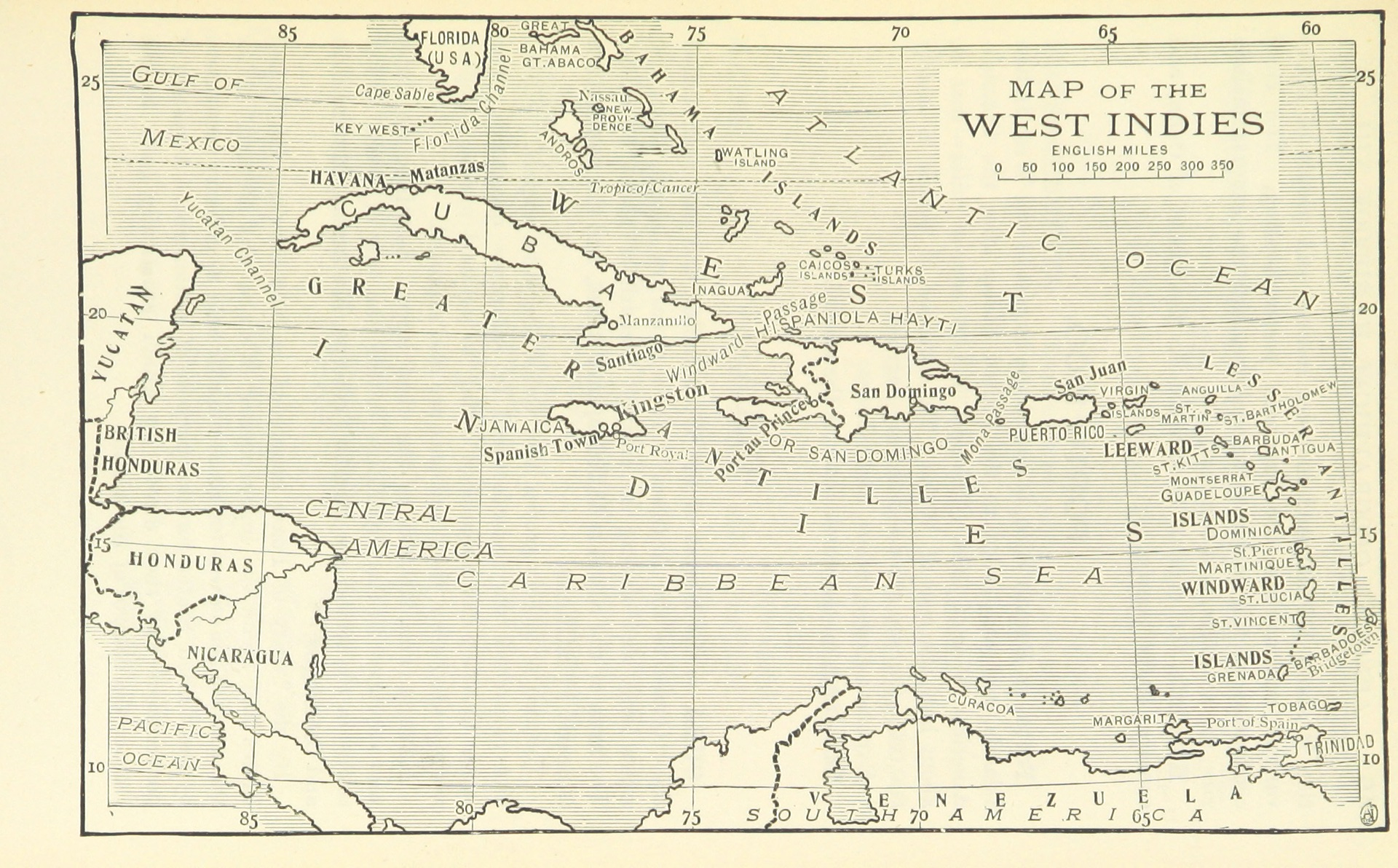
Карта Вест-Індії, опублікована в 1899 році

Нижче наведено список островів, які географічно належать до Великих і Малих Антильських островів і які перебували під владою Іспанії на різних етапах історії, поки вона не стала незалежною від Іспанії. Кілька островів, які раніше переважно перебували під владою Іспанії, але після того, як вони були передані у володіння Франції, Англії чи Нідерландів, більше не вважаються частиною іспанського Карибського басейну.
Крім того, колумбійські острови Сан-Андрес, Провіденсія і Санта-Каталіна розташовані в Карибському морі, але не є частиною Антильських островів. У періодичні періоди іспанського правління ці острови були частиною Іспанського Майну (спочатку Гватемала, пізніше Нова Гранада).